# Плюзюнет
Плюзюне́т (фр. Pluzunet, брет. Plûned) — коммуна во Франции, находится в регионе Бретань. Департамент — Кот-д’Армор. Входит в состав кантона Бегар. Округ коммуны — Ланьон.
Код INSEE коммуны — 22245.

## География
Коммуна расположена приблизительно в 420 км к западу от Парижа, в 140 км северо-западнее Ренна, в 50 км к западу от Сен-Бриё.

## Население
Население коммуны на 2016 год составляло 1000 человек.
| 1962 | 1968 | 1975 | 1982 | 1990 | 1999 | 2008 | 2016 |
| ---- | ---- | ---- | ---- | ---- | ---- | ---- | ---- |
| 1159 | 1149 | 1058 | 1036 | 1021 | 986  | 1016 | 1000 |

## Администрация
| Период | Период | Фамилия           | Партия | Примечания |
| ------ | ------ | ----------------- | ------ | ---------- |
| 1983   | 2001   | Жан-Клод Ле Грьек |        | учитель    |
| 2001   | 2008   | Пьер Готье        |        |            |
| 2008   | 2014   | Жан-Клод Жегу     |        |            |

## Экономика
В 2007 году среди 638 человек в трудоспособном возрасте (15—64 лет) 480 были экономически активными, 158 — неактивными (показатель активности — 75,2 %, в 1999 году было 72,5 %). Из 480 активных работали 448 человек (245 мужчин и 203 женщины), безработных было 32 (18 мужчин и 14 женщин). Среди 158 неактивных 45 человек были учениками или студентами, 64 — пенсионерами, 49 были неактивными по другим причинам.

## Достопримечательности
- Церковь Св. Петра (XVI век). Исторический памятник с 1926 года[3]
- Часовня в деревне Лок (1736—1737 годы)

## Фотогалерея

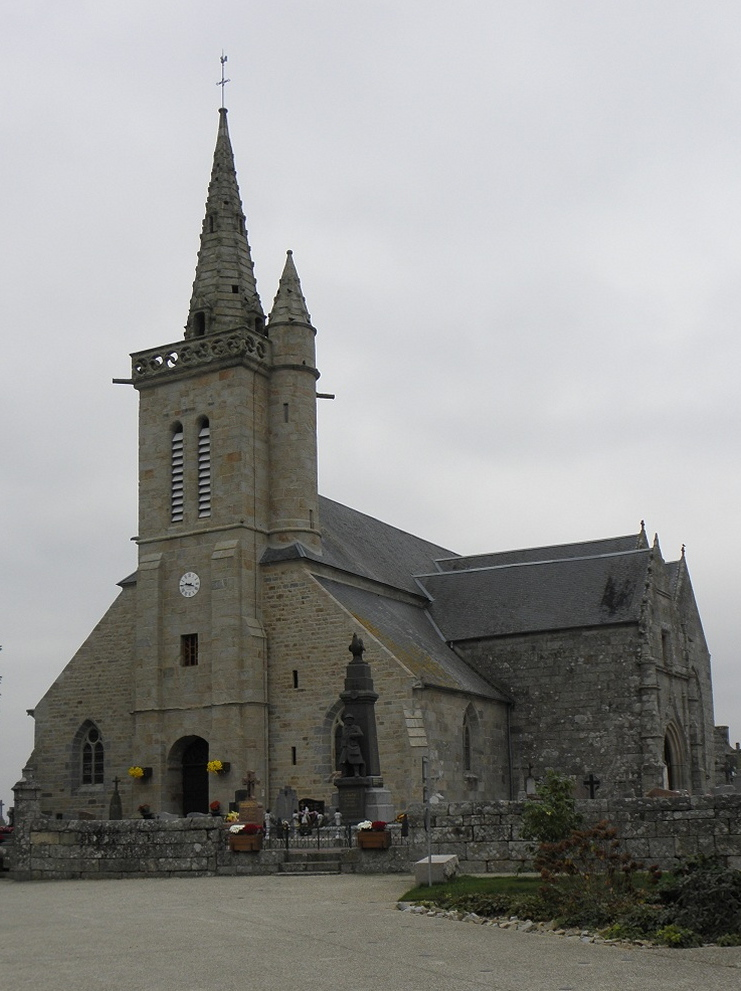
Церковь Св. Петра
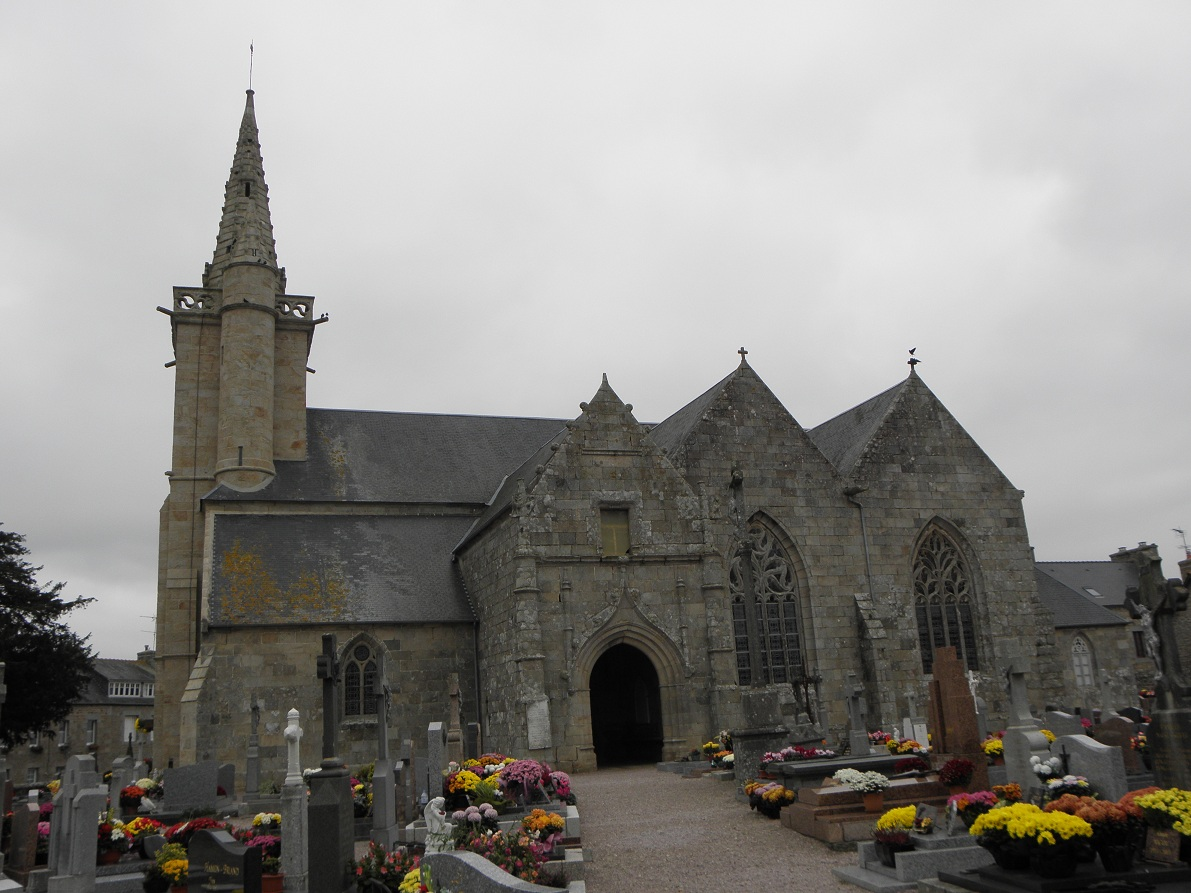
Церковь Св. Петра
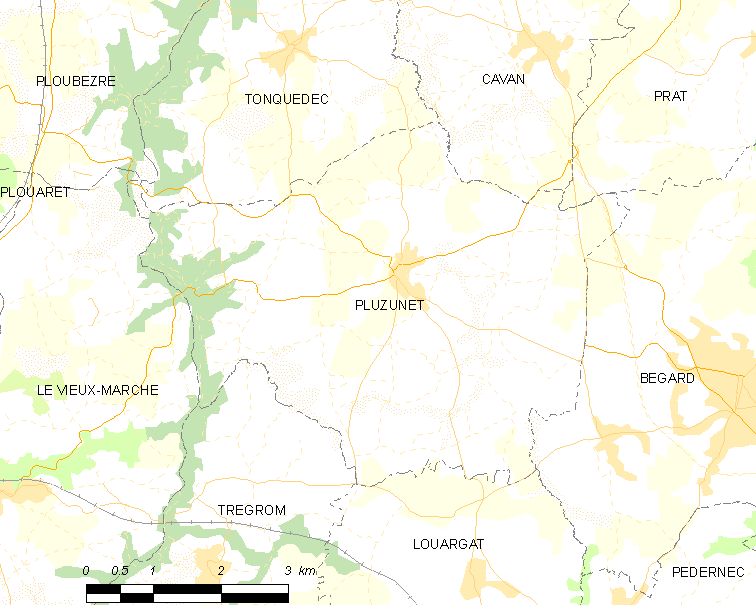
Карта коммуны